# La Répétition (film, 2001)
Pour les articles homonymes, voir La Répétition.
Pour plus de détails, voir Fiche technique et Distribution.
La Répétition est un film français réalisé par Catherine Corsini, sorti en 2001.

## Synopsis
Nathalie (Emmanuelle Béart) et Louise (Pascale Bussières) étaient, enfants, deux amies inséparables, qui rêvaient de devenir actrices. Elles se retrouvent par hasard après plus de dix ans de séparation. Âgée maintenant d'une trentaine d'années, Nathalie est devenue une comédienne de théâtre renommée, alors que Louise travaille comme prothésiste dentaire et s’est mariée à Nicolas.
À cause de l'admiration qu'elle porte à Nathalie, Louise veut faire son bonheur malgré elle et insiste pour qu'elle joue avec un metteur en scène prestigieux : Walter Amar. Louise vit par procuration la promesse de réussite de son amie : elle habite chez elle, assiste à son travail, et lui devient rapidement indispensable, tout en liant une relation lesbienne. Louise ne laissant aucun répit à Nathalie, cette relation se transforme peu à peu en un engrenage passionnel.

## Fiche technique
- Titre : La Répétition
- Réalisation : Catherine Corsini
- Scénario : Pascale Breton, Catherine Corsini, Pierre-Erwan Guillaume et Marc Syrigas
- Production : Daniel Louis, Philippe Martin, Vincent Meyer, Denise Robert et David Thion
- Musique : Pierre Bondu et Fabrice Dumont
- Photographie : Agnès Godard
- Montage : Sabine Mamou
- Décors : François Abelanet et Sabine Delouvrier
- Costumes : Martine Rapin
- Pays d'origine :  France
- Format : couleurs - Ratio : 1,85:1
- Genre : drame
- Durée : 96 minutes
- Date de sortie : France - 22 août 2001

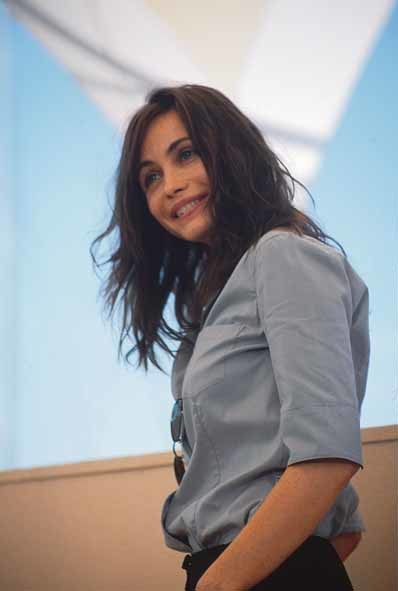
L'actrice principale, Emmanuelle Béart, l'année du tournage du film.

## Distribution
- Emmanuelle Béart : Nathalie
- Pascale Bussières : Louise
- Dani Levy : Matthias
- Jean-Pierre Kalfon : Walter Amar
- Sami Bouajila : Nicolas
- Marilú Marini : Mathilde
- Clément Hervieu-Léger : Sacha
- Vincent Macaigne : Henri
- Jeanne David : Colette
- Marc Ponette : Alain
- Pierre-Loup Rajot : Conseiller ambassade